# Lawrence G. Roberts
Lawrence G. Roberts (Connecticut, Estados Unidos; 21 de diciembre de 1937-Redwood City, California, 26 de diciembre de 2018) fue un científico estadounidense, considerado uno de los padres de Internet.

## Biografía
Nacido en Connecticut, estado estadounidense de Nueva Inglaterra. Doctorado por el Instituto Tecnológico de Massachusetts (MIT), en 1967 entró a trabajar en la Agencia de Investigación de Proyectos Avanzados de Defensa (DARPA) en la cual colaboró con Robert Kahn y Vinton Cerf en la creación de ARPANET, la red antecesora de Internet.
Debido a su tesis de doctorado «Machine Perception of Three-Dimensional Solids» (Percepción mecánica de sólidos tridimensionales), se le conoce como el padre de la visión por computadora.
Máximo ejecutivo de Telenet, la primera operadora de datos a través de conmutación de paquetes, desarrolló el protocolo X25 en el cual se basaría la red europea EUNet.
En 2002 fue galardonado con el Premio Príncipe de Asturias de Investigación Científica y Técnica junto con Robert Kahn, Vinton Cerf y Tim Berners-Lee.